# 東京都植木農業協同組合
東京都植木農業協同組合（とうきょうとうえきのうぎょうきょうどうくみあい、略称JA東京植木、植木農協）は、東京都全域を管轄している植木の専門農業協同組合。

## 概要
東京都内の植木生産を主とする農家を組合員にした農業協同組合である。購買事業（組合員の事業または生活に必要な物資の供給）、販売事業（組合員の生産する植木類の販売・あっせん）、指導事業（後継者の育成、植木生産技術の指導）、植木市場の４部門を主な事業としている（専門農協であるため、金融や共済等の扱いはない）。販売事業については、植木交換会(市場)を設置し、組合員の生産した街路樹や公園緑化樹を始め、屋上緑化、壁面緑化用の緑化用植物全般を取引している。